# Гармонайзер
Гармонайзер (англ. harmonizer) — звуковой эффект или соответствующее устройство. Устройство получения данного звукового эффекта представляет собой наиболее интеллектуальную разновидность сдвига высоты питч-шифтер. Поэтому гармонайзер является весьма сложным цифровым прибором, эффективно работающим со всеми типами сигналов: монофоническими, полифоническими, перкуссией и сустейном.

## Параметры эффекта
- Уровень (Level) — характеризует уровень эффекта.
- Баланс (Balance, mix) — позволяет установить баланс между обработанным и необработанным сигналом.
- Тональность (Key) — ключ и лад (тональность и тип гаммы).
- Шаг (Pitch) — сдвиг высоты.
- Сдвиг (coarse, fine) — регуляторы грубого и точного сдвига.

Во многих гармонайзерах имеется возможность управления другими параметрами.

## Устройства реализующие гармонайзер-эффект
Встречаются как аппаратные цифро-аналоговые, так и различные программные решения (виртуальные эмуляторы эффекта на PC и прочее).
Примеры:
- Boss PS-5 SUPER Shifter
- DigiTech HM2 Harmony Man